# 박관현
박관현(朴寬賢, 1953년 6월 19일 ~ 1982년 10월 12일)은 대한민국의 학생운동가이다. 전라남도 영광군 출생이며, 1977년 육군 병장으로 전역하였고 1978년 전남대학교 법과대학에 입학하였다. 1980년 당시 전남대 3학년 재학 중에 총학생회장으로 5·18 직전까지 광주시민과 학생들의 반독재투쟁을 주도하다가 신군부가 5.17 비상계엄 전국확대 조치와 동시에 보안사에서 재야 인사들을 체포하자 광주를 빠져나가 여수로 도피했다. 1982년 4월 8일 내란예비음모, 계엄령 위반 등 내란중요임무종사 혐의로 체포돼 모진 고문을 받았으며 5월 4일 기소되어 9월 7일 징역5년을 선고받고 광주고등법원에 항소하여 재판 계류 중 50일 간의 옥중 단식투쟁 끝에 1982년 10월 12일 사망했다.
이에 대해 배명인 법무부 장관은 국회 법제사법위원회와 내무위원회에서 "유언비어 관용의 시기가 지났다"며 "박관현의 사인은 단식이 아니다"고 주장했다.
박관현은 교도소 입소 이래 재소자의 처우에 불평을 하면서 특히 7 ~ 10월 사이 아침, 점심 등 33끼니 식사를 거부했다. 교도소에서 미국에서 수입한 콩을 주식으로 하는데 박관현은 교도소 측이 재소자의 건강을 해치기 위해 나팔꽃 씨앗을 일부러 밥에 섞었다고 트집을 잡고 도서열람의 완화, 공안사범 끼리 합방을 요구하는 등 난폭 행동으로 독거 수용했으나 5일 후에 징벌을 해제했다. 박관현은 재소 중에 건강이 양호하였으며 입소할 때 건강 진단서나 박관현의 누이가 요구해 6월 28일에 광주기독병원 의사가 진찰한 기록, 7월 15일과 10월 6일 건강 진단서에도 건강 상태가 양호하다. 발병 당일인 10월 10일 아침에도 40분간 자기 방 청소를 했으며 특별한 상황은 없었는데 10시 30분경 보안계장이 순시 중에 박관현이 갑자기 통증을 호소하여 의무실로 옮겼으나 특별한 증상을 발견하지 못해 영양제 주사 처방을 하고 관찰했다. 그러다가 혈압과 맥박의 이상이 나타나 오후 7시 30분경 전남대학교 부속병원으로 옮겨 치료 입원했으며 10월 11일 교도소장의 구속정지집행 의뢰로 오후 2시 20분 석방했다. 그리고 나서 10월 12일 새벽 2시 15분에 사망했다. 사망 전에 치료했던 의사에 의하면 박관현의 증상은 심근경색증이고 이것이 울혈성 심부전증의 원이 된다고 했다.